# ابوالحسن الله بداشتی
ابوالحسن الله بداشتی (زاده ۱۳۳۰) سیاستمدار ایرانی و نماینده دوره اول مجلس شورای اسلامی از حوزه انتخابیه مازندران (نوشهر) بوده‌است.